# دفاعیات

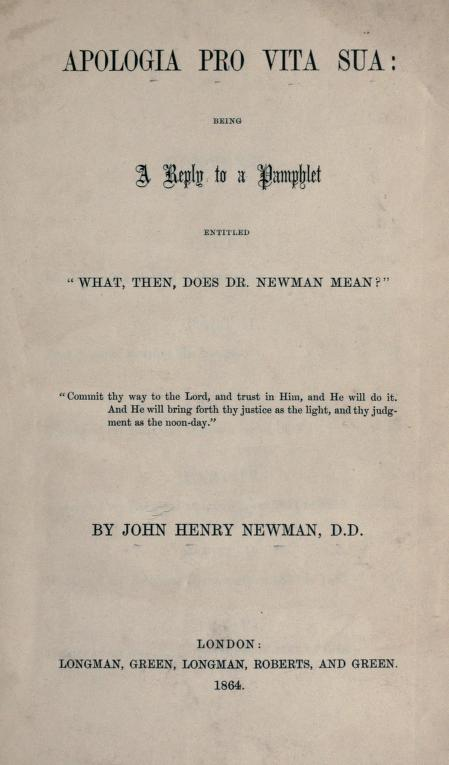
صفحه ابتدایی اولین نسخه دفاعیات

دفاعیات (انگلیسی: Apologia) دفاع رسمی از یک عقیده، موضع یا عمل را رد می‌کند. استفاده کنونی این اصطلاح، اغلب در زمینه دین، الهیات و فلسفه، از اولین دفاعیات از ژوستین شهید (۱۵۵–۱۵۷ پس از میلاد) منشأ گرفته شده‌است و بعداً توسط جان هنری نیومن به کار رفت.